# Marketing par interruption
Le marketing par interruption ou marketing de l’interruption (en anglais interruption marketing) est un terme à connotation négative qui désigne une stratégie marketing et de communication consistant à faire la promotion d'un produit grâce à la pratique continuelle de publicité, relations publiques et ventes. Cette stratégie, popularisée par l'entrepreneur Seth Godin, est considérée comme une communication marketing agaçante visant à forcer un destinataire à percevoir un message en l'absence d'une demande de sa part, notamment avec l'arrivée des publicités intrusives sur internet, tels les pop-ups qui s'ouvrent de manière intempestive ou les vidéos dites « autoplay ». Le marketing de contenu et le permission marketing sont ainsi souvent présentés comme une alternative au marketing de l’interruption.

## Types de marketing par interruption
Le marketing par interruption peut se faire par différentes techniques, telles que :
- Facebook: promotion d'un produit ou d'un service dans le fil d'actualité ou autres emplacements sur leur plateforme
- Télémarketing : promotion d'un produit ou d'un service par téléphone
- Publicité imprimée : promotion d'un produit ou d'un service via les journaux ou magazines
- Direct Mail (en) : publipostage envoyé directement par courrier électronique
- Email spam (en) : courriers électroniques envoyés à de grandes listes de diffusion
- Publicités TV / radio : coupures publicitaires à la télévision et à la radio

## Source
- (en) Cet article est partiellement ou en totalité issu de l’article de Wikipédia en anglais intitulé « Interruption marketing » (voir la liste des auteurs).